# Johann Friedrich Mithoff
Johann Friedrich Mithoff (* 2. Dezember 1747 in Osterode am Harz; † 2. Juni 1795 in Clausthal) war ein deutscher lutherischer Theologe, Hofprediger und Generalsuperintendent der Generaldiözese Grubenhagen und auf dem Harz.

## Leben
Mithoff war Sohn eines Stadtphysikus. Er studierte Theologie und wurde Hofprediger an der Deutschen Kapelle in London und 1788 Superintendent in Stolzenau. Ab 1792 war er Inhaber der ersten Pfarrstelle in Clausthal und Generalsuperintendent von Grubenhagen.